# كريستوفر ويست
كريستوفر ويست (بالإنجليزية: Christopher West)‏ هو كاتب أمريكي، ولد في 1969.

## وصلات خارجية
- الموقع الرسمي